# Tripolitania
Tripolitania (arabisk طرابلس, Tarābulus) er en historisk region og en tidligere libysk provins, eller stat. Området indbefatter tre byer i det nuværende Libyen, deraf navnet, som er græsk for tre byer. Området ligger geografisk samlet ved kysten i den nordvestlige del af landet.

## Areal og grænser
Tripolitanien udgjorde i mellemkrigstiden den vestlige og største del af den italienske koloni Libia Italiana på Afrikas nordkyst. Den var begrænset mod nord af Middelhavet, mod vest af Tunis og Algiersk Sahara, mod syd af Fransk Sahara og mod øst af Cyrenaica, den østlige del af Libia Italiana. Arealet var ca. 900.000 km2 med i 1921 ca. 550.000 Indbyggere, hvoraf 13.100 var italienere, 2.625 andre europæere og resten var indfødte (berbere, arabere og jøder). Omgangssproget var arabisk, men det officielle sprog italiensk.

## Terræn og landskab
Tripolitania udgjordes af landet syd for den store og lille Syrte. Langs kysten findes en flad kyststrækning med en sandet strand. Ørkenen går her så at sige de fleste steder helt ud til havet. Terrænet hæver sig indad mod landet til Djebel Nefusa og Djebel Gharian (600 m). Talrige flodlejer, vadi’er, der sædvanlig er tørre og kun efter de få heftige regnskyl fyldes med vand, fører ned ad skråningerne mod havet; ikke alle når dog så vidt, men taber sig i sandet eller saltsumpe. Har man overskredet bjergkæderne, befinder man sig i den mægtige, ca. 100.000 km2 store Hammada-el-Homra, udstrakte stenede ørkenplateauer, der adskilte det egentlige Tripolitania fra oasesamlingen Fezzan. Mod syd sænker højsletten sig terrasseformigt, men mod øst og sydøst er landskabet mere kuperet, og plateauet opløser sig i en række af højderygge, adskilte ved dale; af disse højderygge kan nævnes Djebel-es-Soda, Djebel Scherkie og Harudjes-Sod ("de sorte bjerge"); mod øst taber disse højderygge sig i den store libyske ørken.

## Klima
Klimaet ved kysten figner klimaet i de andre nordafrikanske Middelhavslandskaber; dog er den årlige gennemsnitstemperatur nogle grader højere end i Algériet og Tunis og ligger mellem 20 og 22 °C. Kuldegrader kendes så godt som ikke, men temperaturer på 40 °C er også sjældne uden på Scirocco-dage.
Regnmængden i kystegnene overstiger ikke 200 mm, så selv her indskrænker kulturen sig til oasekultur. På Hammada’en er klimaet mere kontinentalt, og springene i temperatur større ikke blot mellem dag og nat, men også mellem sommer og vinter; mens temperaturen i sommertiden om dagen ligger mellem 30 °C og 40 °C, er mange vinternætter følelig kolde, ofte kun 5—6 °C, ja undertiden kan vandet endog være frosset om morgenen. Regnmængden er så godt som lig nul og vegetationen typisk ørkenvegetation.

## Befolkningsforhold
Befolkningen bestod i mellemkrigstiden af de oprindelige indbyggere (berberne, arabiske nomadestammer og maurere) i byerne, alle mere eller mindre blandede med negerblod; desuden fandtes en del jøder og europæere i byerne.
Hovednæringsvejen var kvægavl, og befolkningen ejede et stort antal får, geder, hornkvæg og kameler. Agerbruget spillede en mindre rolle, da den største del af landet var ørken. Der fandtes dog mange frugtbare oaser, hvor der især dyrkedes byg, daddelpalmer, oliven, figen, safran og hennah samt espartogræs. Ved kysten blev drevet et betydeligt svampefiskeri af grækere.
Handelen i det indre foregik væsentligt ved kamelkaravaner, og flere store karavaneruter førte fra kysten gennem Tripolitania og ørkenen til Sudan, således over Murzuk i Fezzan, Ghadames, Ghat (Rhat) og andre. Udenrigshandelen var i europæernes hænder. Der indførtes i 1924 for 198 mio. lire og udførtes for 25 mio. lire (skind, hennah, dadler, uld, halfa, svampe og strudsefjer). Jernbanenettet var i 1927 kun 252 km i drift og 33 km under bygning. Linjerne udgik fra byen Tripolis mod vest langs kysten til Suara og mod syd til Kasr Gharian. Hovedbyerne var ved kysten Tripolis, Khoms, Suara og Misratah, i det indre Ghadames, Ghat, Sokna og Murzuk.

## Historie
Havnebyerne blev grundlagt af fønikerne i det ottende århundrede før Kristus, og udgjorde den østlige del af det karthagiske rige i 300-tallet før Kristus og blev af grækerne kaldet Tripolitania, "de tre byer", efter de tre vigtigste pladser Oea, Lepta og Sabrata.
Området kom på numidiske hænder i 146 f. Kr., for så 100 år senere at blive indlemmet i Romerriget, hvor det først hørte til provinsen Africa, senere gjordes det til en egen Provincia Tripolitana.
Vandalerne overtog området i år 435, før det Byzantinske Rige overtog magten i 500-tallet.
Under romerne 644 erobredes det af araberne under Amru og tilhørte i de følgende århundreder forskellige arabiske dynastier. 1510 indtoges hovedstaden af Spanierne, og 1530—51 hørte det til Johanniterordenen. 1551 erobrede tyrkerne Landet, men det var i den følgende tid nærmest uafhængigt og berygtet for sit sørøveri, hvorfor hovedstaden gentagne gange blev bombarderet af europæiske flåder, således 1663 af englænderne under Blake og Narborough, i 1665 og 1728 af franskmændene og i 1797 af Danmark, bl.a. under Søslaget ved Tripoli. Først 1835 gjorde en tyrkisk ekspedition ende på sørøveruvæsenet, og Tripolitanien blev gjort til et vilajet under Det Osmanniske Rige.
1911 udbrød der stridigheder mellem Italien og Tyrkiet om området, og italienerne besatte landet med en hær og annekterede det officielt i november 1911, og ved Freden i Ouchy i oktober 1912 opgav Tyrkiet sine krav på herredømmet over landet. I de følgende år underlagde Italien sig efterhånden det udstrakte terræn og nåede i sommeren 1914 endog at besætte Mursuk og Ghat. Ved Italiens indtræden i 1. verdenskrig 1915 rejste de indfødte stammer sig imidlertid til oprør, støttet af den fanatiske muhamedanske sekt senussierne i Cyrenaica, og italienerne så sig efterhånden nødt til at rømme det indre, og en tid var havnene Tripolis og Homs de eneste af italienerne besatte Pladser. Efter afslutningen på 1. verdenskrig i 1918 kunne de imidlertid atter besætte hele området. Provinsen opnåede delvis selvstyre i mellemkrigstiden.
Under 2. verdenskrig blev området erobret af De Allierede.
I 1951 blev de tre provinser Tripolitania, Fezzan og Cyrenaika slået sammen i dannelsen af kongeriget Libyen.

## Tilhørende byer
- Oea – nutidens Tripoli
- Sabratha – nutidens Jamahiriya
- Leptis Magna, som nu er ubeboet. Ligger i nærheden af Al-Khums.